# Hilversum Challenger 2004
L'Hilversum Challenger 2004 è stato un torneo di tennis facente parte della categoria ATP Challenger Series nell'ambito dell'ATP Challenger Series 2004. Il torneo si è giocato a Hilversum in Paesi Bassi dal 19 al 25 luglio 2004 su campi in terra rossa.

## Vincitori

### Singolare
Philipp Kohlschreiber ha battuto in finale  Dennis van Scheppingen con il punteggio di 4–6, 6–4, 6–4

### Doppio
Fred Hemmes /  Melle Van Gemerden hanno battuto in finale  Attila Sávolt /  Gabriel Trifu con il punteggio di 7–6(3), 7–6(3)